# Vogelwacht (vogelbescherming)
Onder Vogelwacht (ook wel natuur- en vogelwacht of vogelbeschermingswacht) wordt in Nederland doorgaans verstaan een organisatie die zich bezighoudt met vogelstudie en -bescherming. Aanvankelijk waren deze organisaties betrokken bij handhaving van regelgeving.
In Vlaanderen is een Vogelwacht iemand die toeziet op de naleving van natuur- en vogelwetgeving.

## Vogelwacht in Nederland
Vogelwachten als organisaties voor vogelstudie- en bescherming bestaan in Nederland al lang. De eerste zijn waarschijnlijk gedurende de Tweede Wereldoorlog opgericht en verreweg de meeste zijn ruim 50 jaar oud. Vogelwachten en Natuur(beschermings-)wachten waren bedoeld om op te treden tegen bijvoorbeeld recreanten die zich niet goed gedroegen jegens vogels of de natuur. De organisaties of personen daarbinnen hadden soms speciale bevoegdheden. In Nederland ontstond in 1948 een Bond van Natuurbeschermingswachten die later IVN is gaan heten. 
De meeste provincies kennen op dit moment ten minste een organisatie met de naam vogelwacht, die doorgaans enkele honderden leden telt. De meeste vogelwachten vinden we in Friesland (ruim 100) met samen meer dan 25,000 leden, die verenigd zijn in de Bond van Friese Vogelwachten. Grote vogelwachten zijn er ook in Utrecht (900 leden) en Limburg (500 leden), elk met verscheidene lokale afdelingen of werkgroepen. In totaal zijn er ongeveer 130 organisaties met de naam vogel(beschermings-)wacht. Het zijn in alle gevallen groeperingen van vogelaars die de bescherming van vogels en hun leefgebieden als belangrijkste doelstelling hebben. Ook doen zij ornithologisch veldonderzoek zoals het verrichten van vogeltellingen en broedvogelinventarisaties, veelal in samenwerking met de overkoepelende organisatie SOVON Vogelonderzoek Nederland. Daarnaast hebben veel vogelwachten en -werkgroepen educatieve doelstellingen.
Op de Nederlandstalige Wikipedia is informatie te vinden over de volgende vogelwachten:
- Bond van Friese Vogelbeschermingswachten
- Vogelbeschermingswacht Noord-Veluwe
- Vogelbeschermingswacht Zaanstreek
- Vogel- en natuurwacht Zuid-Flevoland
- Vogelwacht Delft en omstreken
- Vogelwacht Limburg
- Vogelwacht Utrecht

(een goed overzicht van alle vogelwachten en -werkgroepen staat op de website van SOVON)

## Vogelwacht in Vlaanderen
In Vlaanderen is een vogelwacht een persoon die namens Vogelbescherming Vlaanderen toezicht houdt op het naleven van de vogel- en natuurwetgeving. Deze Vogelwachten kunnen misdrijven aanklagen, klachten indienen of anderszins proberen inbreuken op relevante wetgeving te beteugelen. Bij deze wetgeving kan het gaan om regels betreffende natuur- en vogelbehoud maar ook om regelgeving op het gebied van jacht, bosbeheer en ruimtelijke ordening. Dit toezicht kan worden uitgeoefend door vrijwilligers of personen die door overheid of de Vogelbescherming worden betaald.

## Links / bronnen
- Overzicht vogelwachten en -werkgroepen op SOVON website
- Site Vogelbescherming Vlaanderen